# Дворянец, Антонина Григорьевна
Антонина Григорьевна Дворянец (укр. Антоніна Григорівна Дворянець, урождённая Нечипоренко; 23 марта 1952 — 18 февраля 2014, Киев, Украина) — украинская политическая активистка, участница ликвидации последствий аварии на Чернобыльской АЭС, по профессии инженер-гидротехник. Погибла при штурме Евромайдана спецподразделением МВД Украины «Беркут». 21 ноября 2014 года была посмертно удостоена звания Героя Украины.

## Биография
Антонина Нечипоренко родилась в 1952 году. Данные о месте её рождения разнятся — есть источники, указывающие, что она родилась в Чернобыле или в селе Староселье Чернобыльского района. В книге Небесна сотня: Герої не вмирають и на сайте памяти «Небесной сотни» в качестве места рождения указан город Бровары. Окончила 8 классов в Чернобыльской школе-интернате. В 1967 году поступила в Боярский техникум гидромелиорации, который окончила с красным дипломом. С 1972 года работала инженером-гидротехником в селе Горностайполь. 1 мая 1973 года вышла замуж за Ивана Григорьевича Дворянца. В семье родилось двое детей: сын Владимир и дочь Светлана.
В 1985 году семья переехала в Чернобыль, где муж получил трёхкомнатную квартиру от комбикормового завода. Антонина Дворянец работала старшим инженером проектной группы Чернобыльского управления осушительных систем. После аварии на Чернобыльской АЭС семью перевезли в село Шибеное, позже они переехали в Переяслав-Хмельницкий, но супруги Дворянцы вскоре вернулись в Чернобыль как ликвидаторы последствий аварии.
В 1988 году семья переехала в Бровары. С 1988 по 1994 года Дворянец работала старшим инспектором отдела кадров Броварского управления оросительных систем. С 1994 по 2011 года — ведущим инженером-гидротехником ДСВП «Чернобыльводэксплуатация» в Киеве, далее работала на той же должности в Чернобыле. В 2012 году вышла на пенсию.

## Политический активизм
Антонина Дворянец была политической активисткой, участвовала в кампании протестов «Украина без Кучмы» во время Оранжевой революции. В 2013 году также присоединилась с супругом к Евромайдану после избиения студентов-активистов 30 ноября. На Майдане Дворянец помогала на кухне в Доме профсоюзов, убирала на улице, привозила еду из дома. По словам её соратника, Дворянец занималась политическим активизмом ради будущего своих детей и внуков. Родственники женщины вспоминали, что она «жила Майданом».
18 февраля 2014 года Дворянец пошла на пикет возле Верховной рады. Первой её хватилась дочь, которая узнала, что Майдан разгоняют, и не могла дозвониться до матери. Чуть позже сыну с телефона матери позвонил неизвестный. Он сказал, что Дворянец оказывают медицинскую помощь. Затем тот же человек позвонил ещё раз и сообщил, что женщина погибла. Телефон сына разрядился, и он ничего больше не смог узнать. Тело Дворянец было найдено на одной из баррикад на улице Институтской, оно было опознано по удостоверению ликвидатора чернобыльской катастрофы. Обстоятельства и причины гибели Дворянец остаются неизвестными. Её родственники нашли фотографа, который рассказал, что во время атаки на Институтской он бежал рядом с Дворянец в сторону баррикад, она попыталась защитить нескольких активистов, которых избивали милиционеры, и её тоже ударили. После этого сам фотограф, по его словам, потерял сознание от удара по голове. По словам мужа Дворянец, семье отказались выдавать её тело, пока они не подпишут документ, что она скончалась от сердечного приступа.

## Память и значение

Мемориальная доска Антонины Дворянец в Броварах

Дворянец была первой женщиной из «Небесной сотни» — погибших активистов Евромайдана. Также она стала единственным жителем Броваров, погибшим на Евромайдане и удостоенным звания Героя Украины. Высказывались предложения переименовать в честь Дворянец улицу Постышева в Броварах и установить ей памятник на территории города, однако их отклонила администрация Броваров. В газете «Брама» также вышла заметка, что Дворянец присвоят звание «Почётный гражданин города Бровары». Однако на самом деле положение «О присвоении звания „Почётный гражданин города Бровары“», принятое в 2012 году, не предусматривало возможности посмертного присвоения звания. В августе 2014 года Броварской городской совет внёс соответствующие изменения в положение об этом звании, после чего 19 сентября Антонине Дворянец присвоили его посмертно.
17 апреля 2015 года в Броварах в доме по адресу Короленко 56а на одном из подъездов, где проживала Антонина Дворянец, установили мемориальную доску в её честь. 25 декабря в честь неё была переименована улица в Броварах, ранее носившая название улицы Чубаря.

## Награды
- Звание Почётный гражданин города Бровары[укр.], 19 сентября 2014 года, посмертно[11]
- Звание Герой Украины с удостаиванием ордена «Золотая Звезда» (21 ноября 2014 года, посмертно) — «за гражданское мужество, патриотизм, героическое отстаивание конституционных принципов демократии, прав и свобод человека, самоотверженное служение Украинскому народу, проявленные во время Революции достоинства»[1].
- Медаль «За жертвенность и любовь к Украине» от УПЦ КП (укр. За жертовність і любов до України, июнь 2015, посмертно)[14].